# Unione per la Patria
Unione per la Patria (spagnolo: Unión por la Patria, UP), è una coalizione politica argentina di partiti peronisti e kirchneristi. Si è costituita il 14 giugno 2023, giorno di presentazione delle alleanze per elezioni presidenziali del 2023.

## Storia
Unione per la Patria nasce come erede della coalizione peronista Fronte di Tutti, che nel 2019 ha vinto le elezioni presidenziali. Conta anche sull'appoggio delle principali centrali sindacali argentine: la CGT e la CTA.
In occasione delle primarie obbligatorie del 14 agosto 2023 Unione per la Patria ha presentato due formule. La prima, sostenuta dalla vicepresidente uscente Cristina Fernández de Kirchner e dalla maggior parte del kirchnerismo e del peronismo era formata dal ministro dell'Economia uscente Sergio Massa e dal capo di gabinetto uscente Agustín Rossi. La seconda, costituita da Juan Grabois-Paula Abal Medina, era supportata solamente dall'ala di estrema sinistra della coalizione.
Complessivamente UxP ha raccolto 6.719.042 di voti, pari al 27,28% del totale, classificandosi terzo alle spalle di La Libertà Avanza e Insieme per il Cambiamento. La formula Massa-Rossi si è imposta agilmente sugli sfidanti interni e parteciperà alle elezioni presidenziali di ottobre.

## Composizione
Unione per la Patria si è caratterizzato per riunire forze politiche generalmente collocate a centrosinistra o centrodestradella politica argentina, in particolare correnti progressiste provenienti dai seguenti partiti:
- Partito Giustizialista, peronista di centro
- Fronte Rinnovatore, peronista	di centro-destra
- Partito della Cultura, l'Educazione e il Lavoro, peronista di centro-destra
- KOLINA, kirchnerismo
- Partito della Vittoria, kirchnerismo
- Nuevo Encuentro, kirchnerismo
- Fronte Grande, socialdemocratico
- Partito Solidale,	cooperativismo di centrosinistra
- Partito del Lavoro e del Popolo
- Partito Intransigente
- Partito de la Concertación FORJA, radicalismo K
- Partito Comunista, comunista
- Partito Comunista CE,	comunista
- Partito del Lavoro e la Equidade
- Fronte Patria Grande,	socialista
- Strumento Elettorale per l'Unità Popolare, sinistra
- Partito Federale, centro-destra
- Partito Conservatore Popolare, Destra